# Янк Бари
Янк Бари (на английски: Yank Barry, с рождено име Джералд Бари Фалович) е канадски музикант, филантроп и музикален продуцент.

## Биография
Джералд е роден на 29 януари 1948 година в град Монреал, провинция Квебек, Канада. Като талантлив музикант той прекарва 27 години от професионалния си живот като певец, композитор и продуцент в музикалния бранш. През 1990 година създава компания за хранителни продукти, заместващи месото, която бързо се превръща в световен лидер в областта си. По време на своите бизнес пътувания, свързани с компанията, Янк Бари се сблъсква с много региони, засегнати от бедност и глад, и започва своята филантропска дейност.

## Благотворителност
Янк Бари е основател на международната благотворителна организация Global Village Champions Fondation.
В средата на месец ноември 2012 година прави дарение на Столична община, като дарява 3 тона пакети с храни на хора с увреждания и неравностойно положение от София.

## Отличия
През 2012 година е номиниран с Нобеловата награда за мир.